# Twice the Speed of Life
Twice the Speed of Life è il primo album in studio del gruppo di musica country statunitense Sugarland, pubblicato nel 2004.

## Tracce
1. Something More – 3:36 (Kristian Bush, Kristen Hall, Jennifer Nettles)
2. Baby Girl – 4:12 (Troy Bieser, Bush, Hall, Nettles)
3. Hello – 3:53 (Bush, Hall, Nettles)
4. Tennessee – 2:58 (Bush, Hall, David LaBruyere)
5. Just Might (Make Me Believe) – 4:07 (Hall)
6. Down in Mississippi (Up to No Good) – 2:51 (Bush, Hall, Nettles)
7. Fly Away – 3:36 (Bush, Corri English, Billy Gewin, Hall)
8. Speed of Life – 4:07 (Hall, Nettles)
9. Small Town Jericho – 4:03 (Bush, Hall, Nettles)
10. Time, Time, Time – 3:29 (Bush, Hall, Nettles)
11. Stand Back Up – 4:48 (Bush, Hall, Nettles)